# غاري غراي (سياسي)
غاري غراي (بالإنجليزية: Gary Gray)‏ هو سياسي أسترالي، ولد في 30 أبريل 1958 في روثرهام ‏ في المملكة المتحدة. نشط حزبياً في حزب العمال الأسترالي. وقد انتخب عضو مجلس النواب الأسترالي عن دائرة Division of Brand ‏ (24 نوفمبر 2007 – 9 مايو 2016).